# Мандич, Андрия
Андрия Мандич (серб. Andrija Mandić / Андрија Мандић, род. 19 января 1965, Шавник) — сербский и черногорский политик. Председатель партии «Новая сербская демократия» с 2009 года. Председатель скупщины Черногории с 30 октября 2023 года. Депутат скупщины Черногории в 2001—2020 годах и с 2022 года, лидер парламентской фракции «Демократический фронт» до 2020 года.

## Биография
Уроженец города Шавник.
Дед Мандича воевал против немцев, в 1947 году был убит спецслужбами после того, как в заложницы была взята его дочь. Прадед — капитан Илия Мандич, делегат Великой народной скупщины сербского народа в Черногории 1918 года, был также убит. 
Окончил металлурго-технический факультет Университета Велько Влаховича в Подгорице. Основал первое частное предприятие, занимавшееся производством алюминиевых сплавов. В 1991 году участвовал в боевых действиях в Югославии. Свою политическую карьеру начал в 1990 году, вступив в Народную партию. В 1997 году стал одним из сооснователей Сербской народной партии после того, как в Народной партии произошёл раскол, связанный с желанием лидера партии Новака Килибарды сформировать коалицию с правившей Демократической партией социалистов, а также с намерением поддержать баллотировавшегося в президенты Мило Джукановича.
В 1998—1999 годах участвовал в Косовской войне, служил в 5-й мотострелковой бригаде югославской армии на должности командира лёгкой самоходной артиллерийской батареи. В 2000—2001 годах — заместитель министра экономики Югославии.
В 2006 году во время референдума о независимости Черногории Мандич выступал не только против выхода Черногории из союзного государства с Сербией, но и также против допуска представителей национальных меньшинств к голосованию. Результаты референдума он изначально не признавал, утверждая, что никто из албанского меньшинства не должен был иметь права голоса на таком референдуме. В 2008 году участвовал в президентских выборах как кандидат от партии «Сербский список», выступая против вступления в НАТО и ЕС, а также обещая решить проблему с нехваткой газа и пресной воды и создать боеспособную армию. Тем не менее, он набрал всего 19% голосов, значительно проиграв Филипу Вуяновичу, который оформил победу уже в первом туре.
24 января 2009 года была образована партия «Новая сербская демократия», лидером которой стал Андрия Мандич. Предшественником этой партии была коалиция «Сербский список». На парламентских выборах в том же году партия получила 8 мест, набрав 9,2% голосов избирателей, а на парламентских выборах 2012 года выступила в коалиции с Демократическим фронтом: коалиция набрала 22,8% голосов и получила 20 мест, из которых 8 достались «Новой сербской демократии». На парламентских выборах 2016 года Мандич возглавлял коалицию Демократического фронта, которая заняла 2-е место, получив 20,32% голосов и 18 мест в Скупщине: из них снова 8 достались «Новой сербской демократии».
Мандич осуждал ввод Черногорией санкций против России, обещая добиться их полной отмены в случае победы его партии или коалиции на парламентских выборах.
15 февраля 2017 года Мандич был лишён парламентского иммунитета после того, как против него возбудили уголовное дело по факту возможного участия в попытке государственного переворота год назад. 8 июня 2017 года Высокий суд Подгорицы предъявил ему и ещё 13 гражданам (в том числе депутату Милану Кнежевичу обвинения в подготовке государственного переворота и терактов. В феврале 2021 года черногорский суд отменил решение первой инстанции. Также Мандич и ещё несколько депутатов, выступавших против закона «О свободе вероисповедания и убеждений и правовом положении религиозных общин», задерживались полицией во время протестов.
На парламентских выборах 2020 года Мандич вошёл последним в список «За будущее Черногории»: тот набрал 32,55% голосов и 27 мест в Скупщине, из которых 21 место досталось Демократическому фронту, а из этого 21 места 9 перешли к «Новой сербской демократии».
В 2023 году Мандич стал кандидатом на пост президента Черногории от коалиции Демократического фронта, позиционируя себя как ярого противника прозападного политического курса Мило Джукановича. В первом туре он набрал 19,32% голосов, заняв только 3-е место, и во второй тур выборов не вышел.
30 октября 2023 года избран председателем скупщины Черногории.
В 2024 году инициировал законопроект об иноагентах.

## Личная жизнь
Жена — Саня, дети — Илия и Милена.

## Награды
| Награда | Награда                                                                        | Страна / организация                                | Год            | Место вручения | Кто наградил               |
| ------- | ------------------------------------------------------------------------------ | --------------------------------------------------- | -------------- | -------------- | -------------------------- |
|         | Медаль «За вклад в систему обороны Республики Сербия» (именное оружие — сабля) | Сербия                                              | 12 января 2020 | Белград        | Александр Вулин            |
|         | Орден сербского флага                                                          | Сербия                                              | 29 июня 2021   | Белград        | Александр Вучич            |
|         | Орден белого ангела                                                            | Сербская православная церковь (Милешевская епархия) | 10 мая 2022    | Плевля         | Патриарх Сербский Порфирий |